# 베이커섬

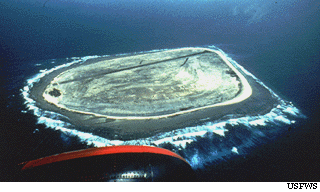
베이커섬의 항공뷰

베이커섬

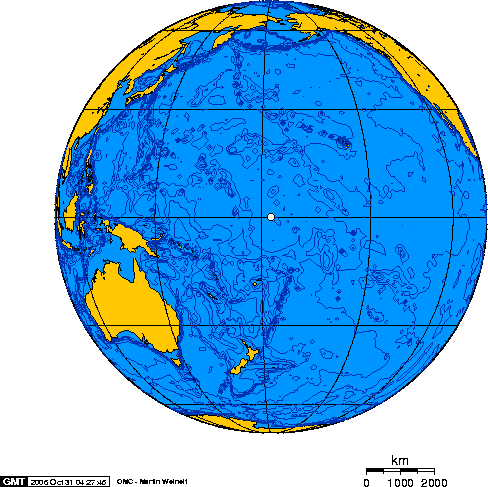
베이커섬의 위치

베이커섬(Baker Island, 구 지명: New Nantucket)은 태평양 중부, 적도 바로 북쪽에 있는 무인 환초이다. 호놀룰루에서 남서쪽으로 약 3,100km가량 떨어져있다. 하와이 제도와 오스트레일리아의 가운데 쯤에 위치하며, 가장 가까운 섬은 북쪽으로 68km 떨어진 하울랜드섬이다. 면적은 약 1.64km2이다.